# Phoebe Cates
Phoebe Belle Cates (Nova York, 16 de julho de 1963) é uma atriz estadunidense famosa por papéis em filmes como: Paradise, Gremlins e Gremlins 2: A Nova Geração, Picardias Estudantis e Uma Escola Especial... para Garotas.

## Biografia
Estrelou filmes como Picardias Estudantis, Uma Escola Especial... para Garotas e Gremlins. Após a gravação do filme "Te Amarei Até Te Matar", em 1990, onde fez um papel figurante, parou com sua carreira; neste filme, onde atuou com seu esposo, o ator Kevin Kline, ele, ciumento, a proibiu de continuar no ramo cinematográfico, visto que seus primeiros trabalhos já contavam com cenas de nudez e erotismo. Mais tarde, para abater a depressão que caía sobre a esposa pelo fato de privá-la de sua vocação no cinema, Kevin deu-lhe uma loja de grifes que fica numa das mais importantes avenidas de Nova Iorque. A loja se chama Blue Tree e se localiza na Madison Avenue, 1283, e é a própria Phoebe Cates quem atende os fregueses.
A banda Fenix*TX fez uma música intitulada "Phoebe Cates" em homenagem a ela. A letra é em primeira pessoa e conta a história de uma pessoa que se apaixonou por ela. Uma parte da música diz: "Looking for a fast time / Watching out for bright lights / Send me off to private school / When I'm with you it's paradise" que são referências a filmes que ela apareceu (Fast Times at Ridgemont High, Bright Lights, Big City, Private School, Paradise, respectivamente). E essa música está inclusa no filme American Pie 2.[carece de fontes?]